# Церква Покрови Пресвятої Богородиці (Кебеєшть)
Церква Покрови Пресвятої Богородиці (рум. Biserica Acoperământul Maicii Domnului din Căbăiești) — християнсько-православна релігійна споруда у Молдові, розташована в південній частині села Кебеєшть Калараського району. Є пам'яткою архітектури національного значення, внесена до Реєстру пам'яток, що охороняються державою. За даними Реєстру датується кінцем ХІХ століття.